# Lijst van voetbalinterlands Costa Rica - Guatemala
Deze lijst van voetbalinterlands is een overzicht van alle officiële voetbalwedstrijden tussen de nationale teams van Costa Rica en Guatemala. De landen speelden tot op heden 55 keer tegen elkaar. De eerste ontmoeting was een vriendschappelijke wedstrijd op 25 maart 1935 in San Salvador (El Salvador). Het laatste duel, een groepswedstrijd tijdens de CONCACAF Nations League 2024/25, vond plaats in San José op 15 oktober 2024.

## Wedstrijden
| №  | Plaats         | Datum             | Competitie                      | Wedstrijd              | Uitslag |
| -- | -------------- | ----------------- | ------------------------------- | ---------------------- | ------- |
| 1  | San Salvador   | 25 maart 1935     | Vriendschappelijk               | Costa Rica – Guatemala | 4 – 3   |
| 2  | San Salvador   | 7 december 1943   | Vriendschappelijk               | Costa Rica – Guatemala | 2 – 3   |
| 3  | San Salvador   | 16 december 1943  | Vriendschappelijk               | Costa Rica – Guatemala | 2 – 4   |
| 4  | San José       | 10 maart 1946     | Vriendschappelijk               | Costa Rica – Guatemala | 1 – 4   |
| 5  | Barranquilla   | 16 december 1946  | Vriendschappelijk               | Costa Rica – Guatemala | 6 – 0   |
| 6  | Guatemala-Stad | 4 maart 1948      | Vriendschappelijk               | Guatemala – Costa Rica | 1 – 1   |
| 7  | Guatemala-Stad | 16 maart 1948     | Vriendschappelijk               | Guatemala – Costa Rica | 3 – 2   |
| 8  | San José       | 21 maart 1953     | Vriendschappelijk               | Costa Rica – Guatemala | 3 – 0   |
| 9  | Tegucigalpa    | 21 augustus 1955  | Vriendschappelijk               | Guatemala – Costa Rica | 0 – 2   |
| 10 | Guatemala-Stad | 10 februari 1957  | WK 1958 kwalificatie            | Guatemala – Costa Rica | 2 – 6   |
| 11 | San José       | 17 februari 1957  | WK 1958 kwalificatie            | Costa Rica – Guatemala | 3 – 1   |
| 12 | San José       | 21 augustus 1960  | WK 1962 kwalificatie            | Costa Rica – Guatemala | 3 – 2   |
| 13 | Guatemala-Stad | 28 augustus 1960  | WK 1962 kwalificatie            | Guatemala – Costa Rica | 4 – 4   |
| 14 | San José       | 1 maart 1961      | Vriendschappelijk               | Costa Rica – Guatemala | 4 – 2   |
| 15 | Guatemala-Stad | 1 april 1965      | CONCACAF-kampioenschap 1965     | Guatemala – Costa Rica | 0 – 0   |
| 16 | San José       | 7 december 1969   | CONCACAF-kampioenschap 1969     | Costa Rica – Guatemala | 1 – 1   |
| 17 | San José       | 5 december 1976   | WK 1978 kwalificatie            | Costa Rica – Guatemala | 0 – 0   |
| 18 | Guatemala-Stad | 12 december 1976  | WK 1978 kwalificatie            | Guatemala – Costa Rica | 1 – 1   |
| 19 | Guatemala-Stad | 19 oktober 1980   | WK 1982 kwalificatie            | Guatemala – Costa Rica | 0 – 0   |
| 20 | San José       | 16 november 1980  | WK 1982 kwalificatie            | Costa Rica – Guatemala | 0 – 3   |
| 21 | Guatemala-Stad | 17 februari 1985  | Vriendschappelijk               | Guatemala – Costa Rica | 1 – 0   |
| 22 | San José       | 6 maart 1985      | Vriendschappelijk               | Costa Rica – Guatemala | 2 – 0   |
| 23 | Guatemala-Stad | 6 januari 1988    | Vriendschappelijk               | Guatemala – Costa Rica | 1 – 2   |
| 24 | San José       | 2 maart 1988      | Vriendschappelijk               | Costa Rica – Guatemala | 2 – 1   |
| 25 | Los Angeles    | 23 februari 1989  | Vriendschappelijk               | Guatemala – Costa Rica | 3 – 2   |
| 26 | Guatemala-Stad | 19 maart 1989     | WK 1990 kwalificatie            | Guatemala – Costa Rica | 1 – 0   |
| 27 | San José       | 2 april 1989      | WK 1990 kwalificatie            | Costa Rica – Guatemala | 2 – 1   |
| 28 | San José       | 2 juni 1991       | UNCAF Nations Cup 1991          | Costa Rica – Guatemala | 1 – 0   |
| 29 | Pasadena       | 29 juni 1991      | CONCACAF Gold Cup 1991          | Costa Rica – Guatemala | 2 – 0   |
| 30 | San José       | 17 november 1996  | WK 1998 kwalificatie            | Costa Rica – Guatemala | 3 – 0   |
| 31 | Los Angeles    | 24 november 1996  | WK 1998 kwalificatie            | Guatemala – Costa Rica | 1 – 0   |
| 32 | Guatemala-Stad | 16 april 1997     | UNCAF Nations Cup 1997          | Guatemala – Costa Rica | 1 – 1   |
| 33 | Guatemala-Stad | 27 april 1997     | UNCAF Nations Cup 1997          | Guatemala – Costa Rica | 1 – 1   |
| 34 | San José       | 24 maart 1999     | UNCAF Nations Cup 1999          | Costa Rica – Guatemala | 1 – 0   |
| 35 | Alajuela       | 15 augustus 2000  | WK 2002 kwalificatie            | Costa Rica – Guatemala | 2 – 1   |
| 36 | Mazatenango    | 15 november 2000  | WK 2002 kwalificatie            | Guatemala – Costa Rica | 2 – 1   |
| 37 | Miami          | 6 januari 2001    | WK 2002 kwalificatie            | Costa Rica – Guatemala | 5 – 2   |
| 38 | Tegucigalpa    | 27 mei 2001       | UNCAF Nations Cup 2001          | Costa Rica – Guatemala | 1 – 1   |
| 39 | Tegucigalpa    | 1 juni 2001       | UNCAF Nations Cup 2001          | Costa Rica – Guatemala | 0 – 2   |
| 40 | Panama-Stad    | 13 februari 2003  | UNCAF Nations Cup 2003          | Costa Rica – Guatemala | 1 – 1   |
| 41 | Guatemala-Stad | 5 september 2004  | WK 2006 kwalificatie            | Guatemala – Costa Rica | 2 – 1   |
| 42 | San José       | 9 oktober 2004    | WK 2006 kwalificatie            | Costa Rica – Guatemala | 5 – 0   |
| 43 | Guatemala-Stad | 25 februari 2005  | UNCAF Nations Cup 2005          | Guatemala – Costa Rica | 4 – 0   |
| 44 | San José       | 8 juni 2005       | WK 2006 kwalificatie            | Costa Rica – Guatemala | 3 – 2   |
| 45 | Guatemala-Stad | 12 oktober 2005   | WK 2006 kwalificatie            | Guatemala – Costa Rica | 3 – 1   |
| 46 | Tegucigalpa    | 25 januari 2009   | UNCAF Nations Cup 2009          | Guatemala – Costa Rica | 1 – 3   |
| 47 | Panama-Stad    | 16 januari 2011   | Copa Centroamericana 2011       | Guatemala – Costa Rica | 0 – 2   |
| 48 | San José       | 25 mei 2012       | Vriendschappelijk               | Costa Rica – Guatemala | 3 – 2   |
| 49 | Guatemala-Stad | 1 juni 2012       | Vriendschappelijk               | Guatemala – Costa Rica | 1 – 0   |
| 50 | San José       | 22 januari 2013   | Copa Centroamericana 2013       | Costa Rica − Guatemala | 1 − 1   |
| 51 | Los Angeles    | 13 september 2014 | Copa Centroamericana 2014       | Costa Rica − Guatemala | 2 − 1   |
| 52 | Guatemala-Stad | 22 maart 2019     | Vriendschappelijk               | Guatemala − Costa Rica | 1 − 0   |
| 53 | Carson         | 15 juni 2023      | Vriendschappelijk               | Costa Rica − Guatemala | 0 − 1   |
| 54 | Guatemala-Stad | 9 september 2024  | CONCACAF Nations League 2024/25 | Guatemala − Costa Rica | 0 − 0   |
| 55 | San José       | 15 oktober 2024   | CONCACAF Nations League 2024/25 | Costa Rica − Guatemala | 3 − 0   |

## Samenvatting
| Competitie              | Totaal gespeeld | Winst Costa Rica | Gelijk | Winst Guatemala | Doelsaldo Costa Rica – Guatemala |
| ----------------------- | --------------- | ---------------- | ------ | --------------- | -------------------------------- |
| WK-kwalificatie         | 19              | 9                | 4      | 6               | 40 − 28                          |
| CONCACAF Gold Cup       | 3               | 1                | 2      | 0               | 3 − 1                            |
| CONCACAF Nations League | 2               | 1                | 1      | 0               | 3 − 0                            |
| Copa Centroamericana    | 12              | 6                | 5      | 1               | 14 − 13                          |
| Vriendschappelijk       | 19              | 9                | 1      | 9               | 42 − 24                          |
| Totaal                  | 55              | 26               | 13     | 16              | 102 − 66                         |

Wedstrijden bepaald door strafschoppen worden, in lijn met de FIFA, als een gelijkspel gerekend.

## Details

### 29ste ontmoeting
| CONCACAF Gold Cup 1991 (Pasadena, Verenigde Staten, 29 juni 1991): |       |           |
| Costa Rica                                                         | 2 – 0 | Guatemala |
| Róger Gómez 14' Leonidas Flores 17'                                | goals |           |

### 47ste ontmoeting
| Copa Centroamericana 2011 (Panama-Stad, Panama, 16 januari 2011): |       |                                 |
| Guatemala                                                         | 0 – 2 | Costa Rica                      |
|                                                                   | goals | 48' Marco Ureña 81' Marco Ureña |

### 48ste ontmoeting
| Vriendschappelijk (San José, Costa Rica, 25 mei 2012):              |       |                                |
| Costa Rica                                                          | 3 – 2 | Guatemala                      |
| Jonathan López 24' (e.d.) Álvaro Sanchez 36' Geancarlo González 77' | goals | 4' Carlos Ruiz 52' Carlos Ruiz |

### 49ste ontmoeting
| Vriendschappelijk (Guatemala-Stad, Guatemala, 1 juni 2012): |       |            |
| Guatemala                                                   | 1 – 0 | Costa Rica |
| Carlos Ruiz 26'                                             | goals |            |

### 50ste ontmoeting
| Copa Centroamericana 2013 (San José, Costa Rica, 22 januari 2013): |       |                           |
| Costa Rica                                                         | 1 – 1 | Guatemala                 |
| Jairo Arrieta 11'                                                  | goals | 90' José Manuel Contreras |

### 51ste ontmoeting
| Copa Centroamericana 2014 (Los Angeles, Verenigde Staten, 13 september 2014): |       |                                |
| Guatemala                                                                     | 1 – 2 | Costa Rica                     |
| Carlos Ruíz 25' (pen.)                                                        | goals | 29' Bryan Ruiz 56' Juan Bustos |

FEDEFUTBOL · A-internationals · Selecties · Bondscoaches · Costa Ricaans vrouwenelftal · Costa Rica U21 · Costa Rica U20 · Costa Rica U19 · Costa Rica U18 · Costa Rica U17
1920 – 1949 ·
1950 – 1969 ·
1970 – 1979 ·
1980 – 1989 ·
1990 – 1999 ·
2000 – 2009 ·
2010 – 2019 ·
2020 − 2029
Copa América 1997 · 
Copa América 2001 · 
Copa América 2004 · 
Copa América 2011 · 
Copa América 2016
WK 1990 · 
WK 2002 · 
WK 2006 · 
WK 2014 · 
WK 2018
OS 1980 · 
OS 1984 · 
OS 2004
1921 · 
1922–1929 · 
1930 · 
1931–1934 · 
1935 · 
1936–1937 · 
1938 · 
1939 · 
1940 · 
1941 · 
1942 · 
1943 · 
1944–1945 · 
1946 · 
1947 · 
1948 · 
1949 · 
1950 · 
1951 · 
1952 · 
1953 · 
1954 · 
1955 · 
1956 · 
1957 · 
1958 · 
1959 · 
1960 · 
1961 · 
1962 · 
1963 · 
1964 · 
1965 · 
1966 · 
1967 · 
1968 · 
1969 · 
1970 · 
1971 · 
1972 · 
1973 · 
1974–1975 · 
1976 · 
1977–1978 · 
1979 · 
1980 · 
1981–1982 · 
1983 · 
1984 · 
1985 · 
1986 · 
1987 · 
1988 · 
1989 · 
1990 · 
1991 · 
1992 · 
1993 · 
1994 · 
1995 · 
1996 · 
1997 · 
1998 · 
1999 · 
2000 · 
2001 · 
2002 · 
2003 · 
2004 · 
2005 · 
2006 · 
2007 · 
2008 · 
2009 · 
2010 · 
2011 · 
2012 · 
2013 · 
2014 · 
2015 · 
2016 · 
2017 ·
2018 ·
2019 ·
2020 ·
2021 ·
2022 ·
2023 ·
2024
Argentinië ·
Aruba ·
Australië ·
Barbados ·
België ·
Belize ·
Bermuda ·
Bolivia ·
Bosnië en Herzegovina ·
Brazilië ·
Canada ·
Chili ·
China ·
Colombia ·
Cuba ·
Curaçao ·
Dominicaanse Republiek ·
Duitsland ·
Ecuador ·
El Salvador ·
Engeland ·
Finland ·
Frankrijk ·
Grenada ·
Griekenland ·
Guatemala ·
Guyana ·
Haïti ·
Honduras ·
Hongarije ·
Ierland ·
Iran ·
Italië ·
Jamaica ·
Japan ·
Joegoslavië ·
Kameroen ·
Marokko ·
Mexico ·
Nederland ·
Nederlandse Antillen ·
Nicaragua ·
Nieuw-Zeeland ·
Nigeria ·
Noord-Ierland ·
Noorwegen ·
Oekraïne ·
Oezbekistan ·
Oman ·
Oostenrijk ·
Panama ·
Paraguay ·
Peru ·
Polen ·
Puerto Rico ·
Qatar ·
Rusland ·
Saint Kitts en Nevis ·
Saint Vincent en de Grenadines ·
Saoedi-Arabië ·
Schotland ·
Servië ·
Slowakije ·
Sovjet-Unie ·
Spanje ·
Suriname ·
Trinidad en Tobago ·
Tsjechië ·
Tsjecho-Slowakije ·
Tunesië ·
Turkije ·
Uruguay ·
Venezuela ·
Verenigde Arabische Emiraten ·
Verenigde Staten ·
Wales ·
Zuid-Afrika ·
Zuid-Korea ·
Zweden ·
Zwitserland
Brazilië (2018) ·
China (2002) · 
Duitsland (2006) · 
Ecuador (2006) · 
Engeland (2014) · 
Griekenland (2014) · 
Italië (2014) ·
Nederland (2014) · 
Polen (2006) · 
Servië (2018) ·
Spanje (2022) ·
Turkije (2002) · 
Uruguay (2014) ·
Zwitserland (2018)
FNFG · A-internationals · Selecties · Guatemalteeks vrouwenelftal
1920 – 1949 ·
1950 – 1969 ·
1970 – 1979 ·
1980 – 1989 ·
1990 – 1999 ·
2000 – 2009 ·
2010 – 2019 ·
2020 − 2029
1921 · 
1922 · 
1923 · 
1923–1929 · 
1930 · 
1931–1934 · 
1935 · 
1935–1942 · 
1943 · 
1944 · 1945 · 
1946 · 
1947 · 
1948 · 
1949 · 
1950 · 
1941 · 1942 · 
1953 · 
1954 · 
1955 · 
1956 · 
1957 · 
1958 · 1959 · 
1960 · 
1961 · 1962 · 
1963 · 
1964 · 
1965 · 
1966 · 
1967 · 
1968 · 
1969 · 
1970 · 
1971 · 
1972 · 
1973 · 
1974 · 
1975 · 
1976 · 
1977 · 
1978 · 1979 · 
1980 · 
1981 · 1982 · 
1983 · 
1984 · 
1985 · 
1986 · 
1987 · 
1988 · 
1989 · 
1990 · 
1991 · 
1992 · 
1993 · 1994 · 
1995 · 
1996 · 
1997 · 
1998 · 
1999 · 
2000 · 
2001 · 
2002 · 
2003 · 
2004 · 
2005 · 
2006 · 
2007 · 
2008 · 
2009 · 
2010 · 
2011 · 
2012 · 
2013 · 
2014 ·
2015 ·
2016 ·
2017 ·
2018 ·
2019 ·
2020 ·
2021 ·
2022 ·
2023 ·
2024
Anguilla ·
Antigua en Barbuda ·
Argentinië ·
Armenië ·
Barbados ·
Belize ·
Bermuda ·
Bolivia ·
Brazilië ·
Britse Maagdeneilanden ·
Canada ·
Chili ·
Colombia ·
Costa Rica ·
Cuba ·
Curaçao ·
Dominica ·
Dominicaanse Republiek ·
Ecuador ·
El Salvador ·
Grenada ·
Guyana ·
Haïti ·
Honduras ·
IJsland ·
Iran ·
Israël ·
Jamaica ·
Japan ·
Mexico ·
Nederlandse Antillen ·
Nicaragua ·
Noorwegen ·
Panama ·
Paraguay ·
Peru ·
Polen ·
Puerto Rico ·
Qatar ·
Saint Lucia ·
Saint Vincent en de Grenadines ·
Slowakije ·
Sovjet-Unie ·
Suriname ·
Trinidad en Tobago ·
Uruguay ·
Venezuela ·
Verenigde Staten ·
Zuid-Afrika ·
Zuid-Korea